# CRFS 41–55
Die Lokomotiven 41–55 der Compagnia Reale delle Ferrovie Sarde (CRFS) waren normalspurige Dampflokomotiven mit Schlepptender, die nach der Übernahme der CRFS durch die FS im Jahre 1920 der Gruppe 216 zugeteilt wurden.

## Geschichte
Die ersten beiden Lokomotiven der Baureihe entstanden im Jahre 1901 bei der SLM in Winterthur, während die übrigen sieben von Henschel in Kassel gebaut wurden. Wie bei der CRFS üblich erhielten die Lokomotiven Namen: die Nr. 42 trug den Namen Eleonora, die erste Lokomotive von Henschel hieß Carlo Alberto. Sie wurde an der Weltausstellung Turin 1911 gezeigt. Mit der Übernahme der CRFS durch die FS bekamen die Lokomotiven die Nummern 216.001-009.

## Technik
Die Nassdampf-Verbunddampflokomotive hatten zwei außenliegende Zylinder, die auf die zweite der drei Kuppelachsen wirkten. Eine Vorlaufachse verbesserte die Laufeigenschaften. Der Kuppelraddurchmesser von 1300 mm war für hohe Geschwindigkeiten nicht geeignet, jedoch genügend groß, um die Lokomotiven vor Personenzügen verwenden zu können, die sie auf 60 km/h beschleunigen konnten. Der Lokomotive war ein zweiachsiger Schlepptender beigestellt, der 4 t Kohle und 8 m³ Wasser fasste.